# Расел Вилсон
Расел Карингтон Вилсон (енгл. Russell Carrington Wilson; Синсинати, 29. новембар 1988) професионални је играч америчког фудбала који тренутно игра у НФЛ лиги на позицији квотербека за екипу Денвер бронкоса. Са екипом Сијетл сихоксима освојио je Супербоул за сезону 2013.